# Fuente de Montemayor (Moguer)
La fuente de Montemayor se encuentra en Moguer, Provincia de Huelva (España). Fue construida en el siglo XIII, en estilo mudéjar. Está situada en el camino de Montemayor.

## Historia
Data del siglo XIII y está construida en estilo mudéjar, consta de un templete y fuente. En esa época Moguer era una alquería almohade dependiente de la jurisdicción de Niebla, que adquirió relevancia como entidad rural y enclave portuario. Está situada a unos 2300 metros de Moguer en el camino de Montemayor y apenas a unos dos cientos metros de la Ermita de Montemayor (Moguer), de quien recibe su nombre.

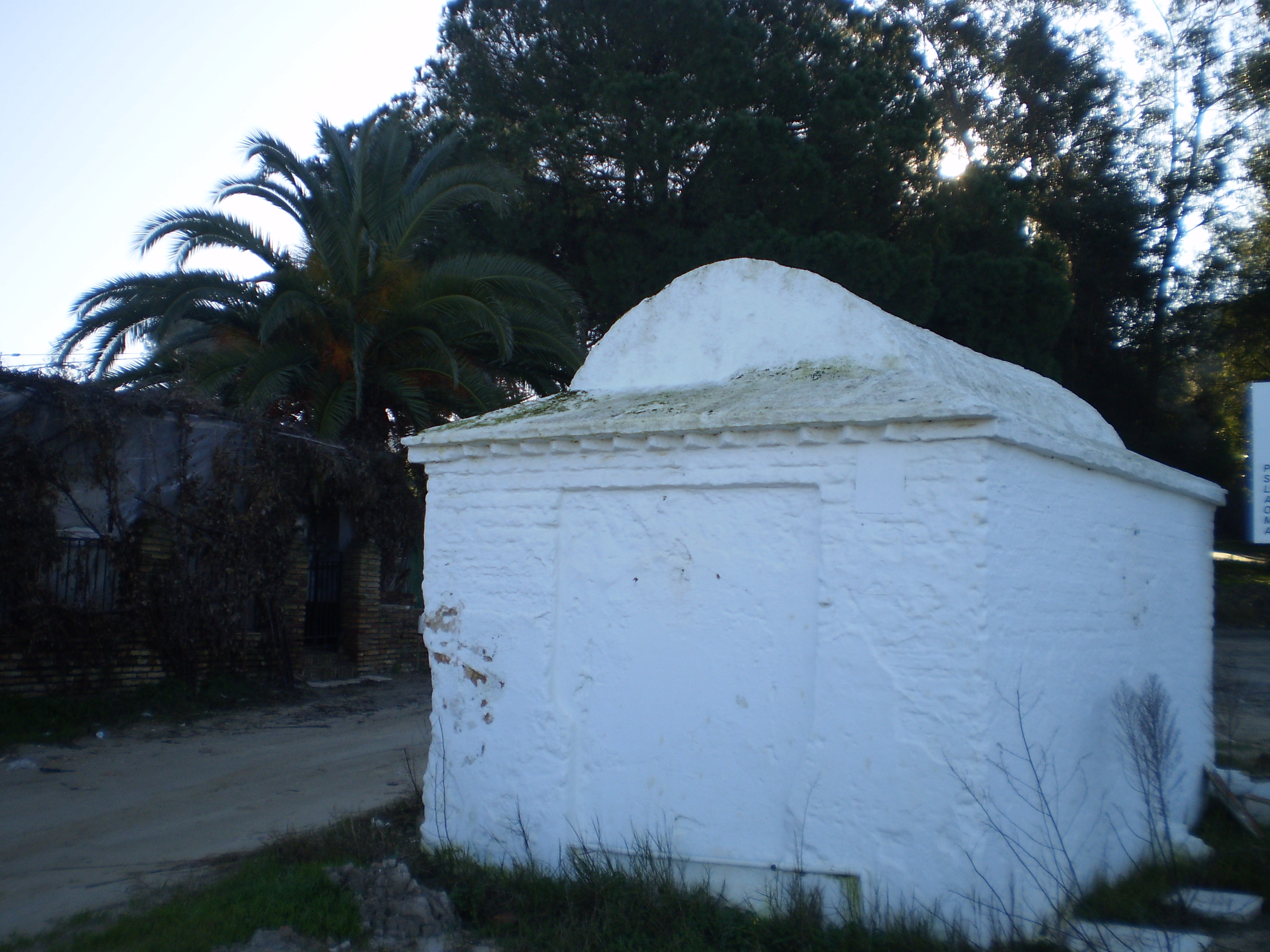
Vista frontal fuente Montemayor.

## Descripción
Está construida con ladrillos, arena, tejas y mortero de cal similar a la Fuente de Pinete (Moguer). Tiene forma de templete, de planta cuadrada, culminada por una bóveda de cañón sustentada sobre cuatro pilares. tiene cuatro arcos cegados, con pilares angulares. A este tipo de construcción se les llama qubba, los cuales se caracterizan por ser construcciones con distintos fines las cuales estaban culminadas por una cúpula. Hoy en día, aún conserva su estilo inicial apareciendo enfoscada y encalada. Antiguamente la fuente contaba con una canalización que discurría paralela al camino de Montemayor, pero fue destruida con las obras de ampliación y adecuación del camino.